# Клер Модест Онісимович
Модест Онисимович Клер (12 грудня 1879, Єкатеринбург — 10 вересня 1966, Свердловськ) — радянський геолог, палеонтолог, гідрогеолог, краєзнавець. Автор понад 60 робіт з геології, гідрогеології, палеонтології і краєзнавства. Син єкатеринбурзького краєзнавця, засновника Уральського товариства любителів природознавства Клера Онисима Єгоровича.

## Життєпис
Закінчив в 1901 році Невшательську академію в Швейцарії, захистив докторську дисертацію по палеонтології. З 1903 по 1907 рр. був зберігачем геологічного і палеонтологічного відділів Женевського міського музею природи, одночасно збираючи для нього матеріали по історичної геології Швейцарії. Викладав історичну геологію і палеонтології в Невшательській академії), Женевському і Київському університетах, в Донському політехнічному інституті, Уральському гірничому інституті.
Член Уральського товариства любителів природознавства з 1901 року, завідувач музею УОЛЕ в 1911—1920 роках, президент УОЛЕ в 1920—1923 роках.
Доцент Уральського гірського інституту (з 1918), професор (з 1919 з перервами до 1951), ректор (з 1919 року). Завідував кафедрами динамічної геології, гідрогеології, інженерної геології Уральського політехнічного інституту і Свердловського гірничого інституту. Викладав у вузах Свердловська до 1951 року.
З 1936 по 1937 рр. був відповідальним за оформлення відділу загальної геології на виставці, підготовленій до XVIII сесії Міжнародного геологічного конгресу. На базі цієї виставки був створений Свердловський геологічний музей.
З допомогою М. О. Клера вирішені проблеми водопостачання уральських заводів (УЗТМ, Уралелектротяжмаш, Уралхиммаш, Первоуральський новотрубний завод та ін.). Керував гідрологічними дослідженнями для пошуку джерел водопостачання великих міст Уралу: Свердловська, Нижнього Тагілу, Сєрова, Карпінська, Челябінська, Златоуста.
Майже всі залізниці Уралу будувалися при наукових консультаціях М. О. Клера.
Останні 15 років життя М. О. Клер багато сил віддавав краєзнавства і роботі з дітьми.
Піддавався політичним репресіям. У грудні 1924 був звинувачений в шпигунстві на користь Франції. Модест Клеру поставили в провину, те що він, використовуючи свої знання, досвід і дані з відкритих джерел, підготував доповідь про стан платинової промисловості Уралу. Ця інформація була необхідна французькому уряду для переговорів з владою СРСР, на яких вирішувалося питання оренди радянських платинових родовищ. За передачу даних про стан платинової промисловості іноземцям Модеста Клера оголосили «продажної шкурою буржазії» і засудили до розстрілу, замінивши вищу міру на 10 років ізоляції.
У 1925 році Модест Клер був амністований. У 1930 році притягнуто до дізнання у справі Промпартії. Висланий на п'ять років на Урал. Реабілітований у 1993 році.
Похований на Широкоріченському кладовищі.